# Guarromán
Guarromán è un comune spagnolo di 2 738 abitanti situato nella comunità autonoma dell'Andalusia.